# Kościół św. Mikołaja w Bejscach
Kościół św. Mikołaja w Bejscach – gotycki kościół wybudowany w XIV w miejscowości Bejsce na Płaskowyżu Proszowickim, nad Nidzicą.

## Historia

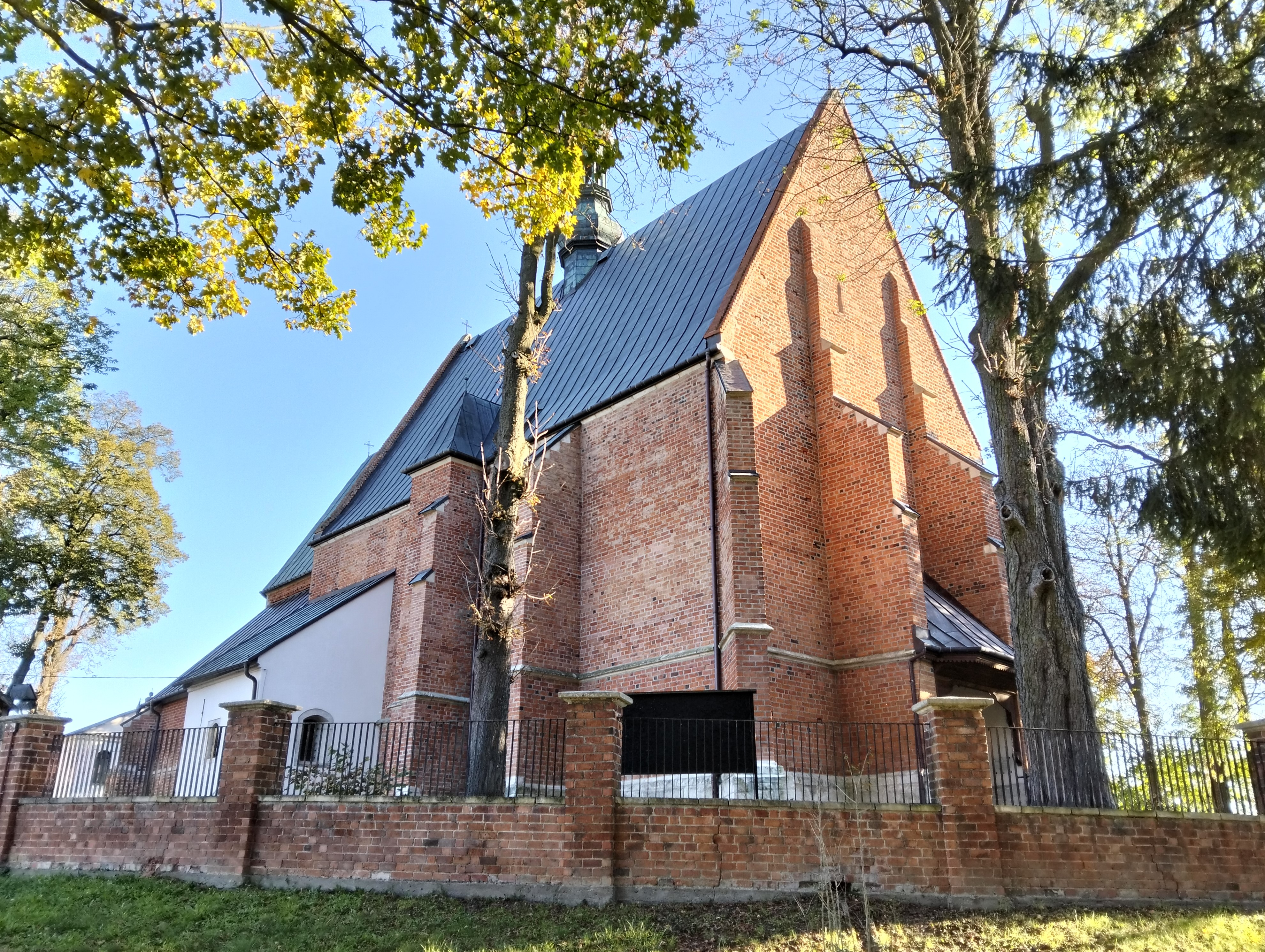
Fasada wejściowa

Pierwsza wzmianka o parafii pochodzi z 1063 roku gdy biskup krakowski Lambert II Suła, dał kościołowi dziesięcinę z Młogolic, z czego wnioskować można, że wtedy pierwotny kościół w Bejscach był ufundowany. Następne wzmianki o parafii pochodzą z rejestru świętopietrza z 1326 roku. Obecny, gotycki kościół, wzniesiony został z cegły w II poł. XIV wieku przez dziedzica wsi, Ostasza (według Jana Długosza). Jest to świątynia jednonawowa, czteroprzęsłowa z niższym i zamkniętym wielobocznie prezbiterium. W świątyni znajduje się urna z sercem Marcina Badeniego, ministra sprawiedliwości Królestwa Polskiego.

## Główna przestrzeń
Początkowo prezbiterium w dwunawowej świątyni ozdobiono prostymi malowidłami ściennymi, które przedstawiały Jezusa Chrystusa jako sędziego w otoczeniu Marii i św. Jana (ok. 1380 rok). Prezbiterium i zakrystia były nakryte oryginalnymi gotyckimi sklepieniami krzyżowo-żebrowymi z rzeźbionymi zwornikami. Wsporniki również gotyckie, rzeźbione z ornamentacją maswerkowo-roślinną. Pod koniec XIX w. sklepienie przekształcono na styl neogotycki, przez co świątynia stała się jednonawowa.
Zachowały się także stare żelazne drzwi (do zakrystii), alabastrowa chrzcielnica (z końca XVI wieku) oraz kamienne portale gotyckie i 1 renesansowy z popiersiem św. Mikołaja. Do nawy przylegają dwie kaplice: późnorenesansowa Matki Boskiej oraz barokowa św. Anny.

### Kaplica Matki Boskiej
W 1590 wojewoda krakowski Mikołaj Firlej, ufundował dla swojej żony Elżbiety z Ligęzów pomnik nagrobny w prezbiterium. Po śmierci żony wojewoda podjął decyzję o wzniesieniu przy kościele 
kaplicy - mauzoleum rodowego (kaplica Matki Boskiej). Prace rozpoczęte pod koniec XVI w. ukończył w 1601 brat Mikołaja, Henryk. Wzorem dla budowli była Kaplica Zygmuntowska na Wawelu. Kaplica ma plan kwadratu, nakryta jest eliptyczną w przekroju kopułą opartą na pendentywach, ale bez tamburu. Na kopule wznosi się latarnia zapewniająca dodatkowy dopływ światła do wnętrza kaplicy, oświetlonego tylko dwoma okrągłymi otworami okiennymi umieszczonymi w ścianach bocznych. Do kaplicy prowadzi kamienna ażurowa bramka. Nieznany artysta wykonał wewnątrz liczne dekoracje rzeźbiarskie. Na jednej ze ścian kaplicy wykonał nagrobek klęczącego przed krzyżem wojewody i jego rodziny, przy drugiej wzniesiono ołtarz. Do budowy użyto kamienia pińczowskiego, który umożliwiał nadanie dekoracjom fantastycznych kształtów. Pojawiły się tam m.in.: kształty smoków, bazyliszków i falujących wici. Pomnik Firlejów jest jednym z pierwszych nagrobków z figurami klęczącymi. Kaplica Matki Boskiej jest najcenniejszym tego typu renesansowym obiektem w Polsce.

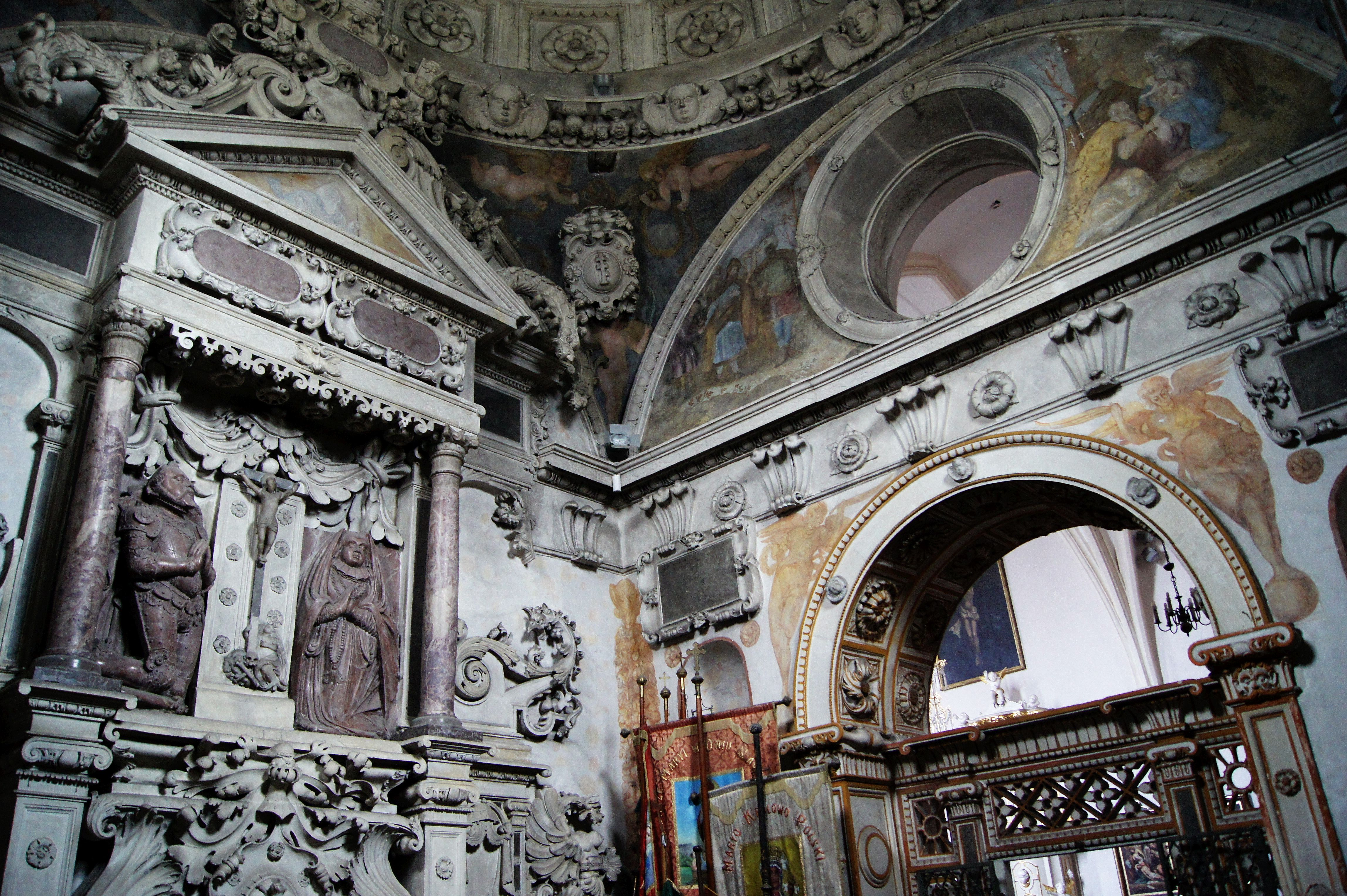
Kaplica Firlejów
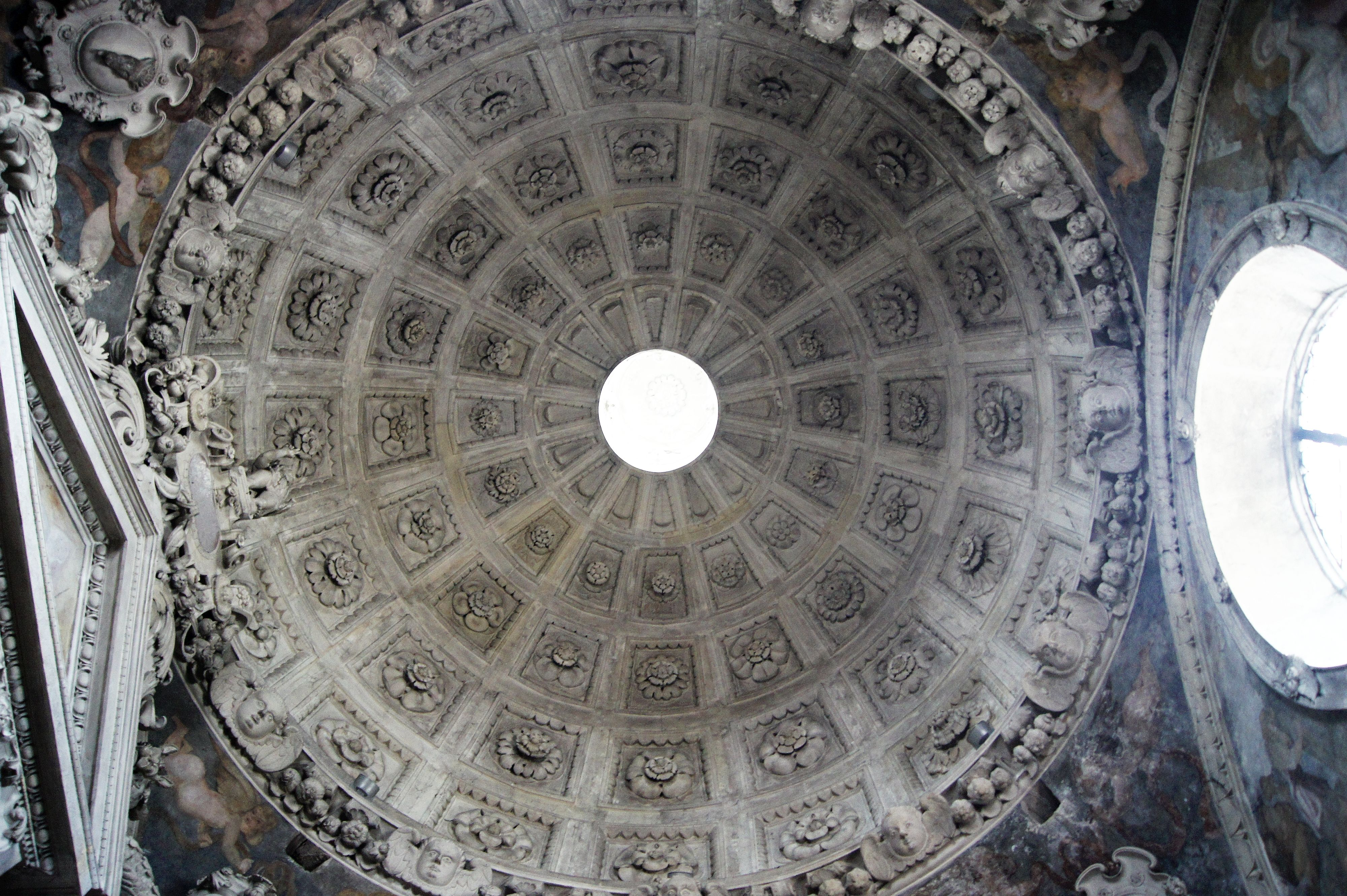
Kopuła kaplicy Firlejów
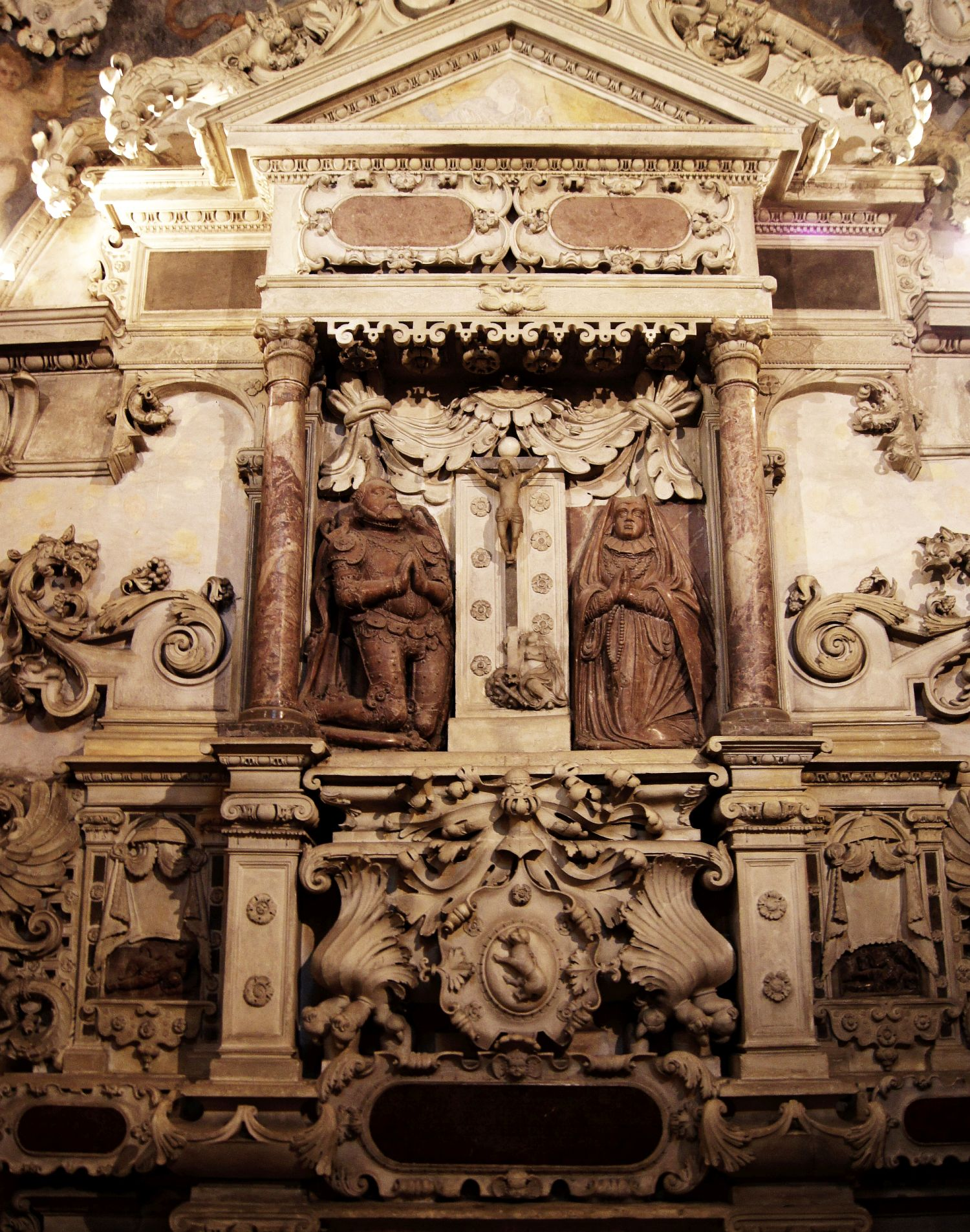
Nagrobek Firlejów
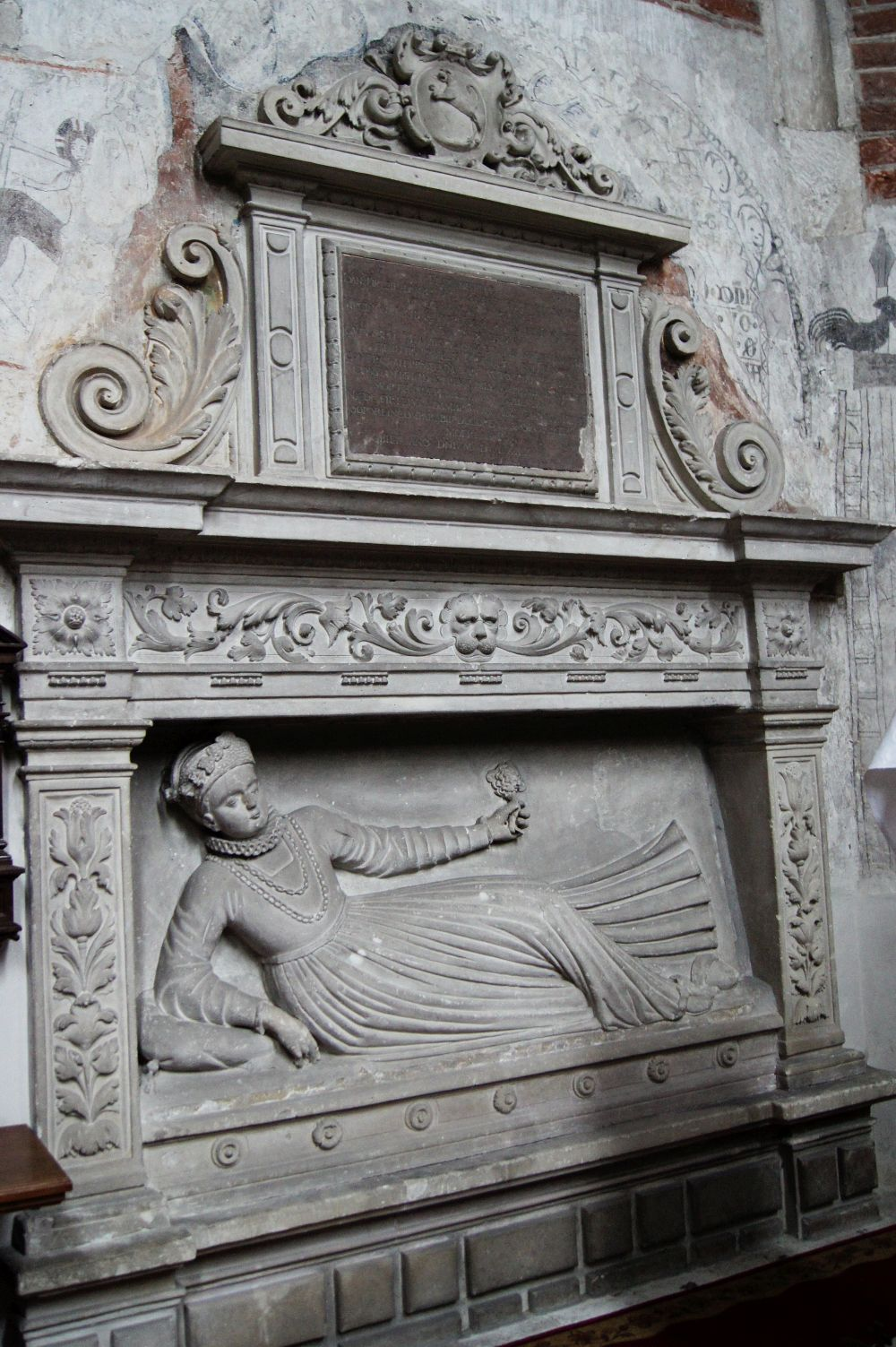
Nagrobek Elżbiety z Ligęzów Firlejowej

### Kaplica św. Anny
Od strony północnej dobudowano w roku 1649 barokową kaplicę pw. św. Anny.

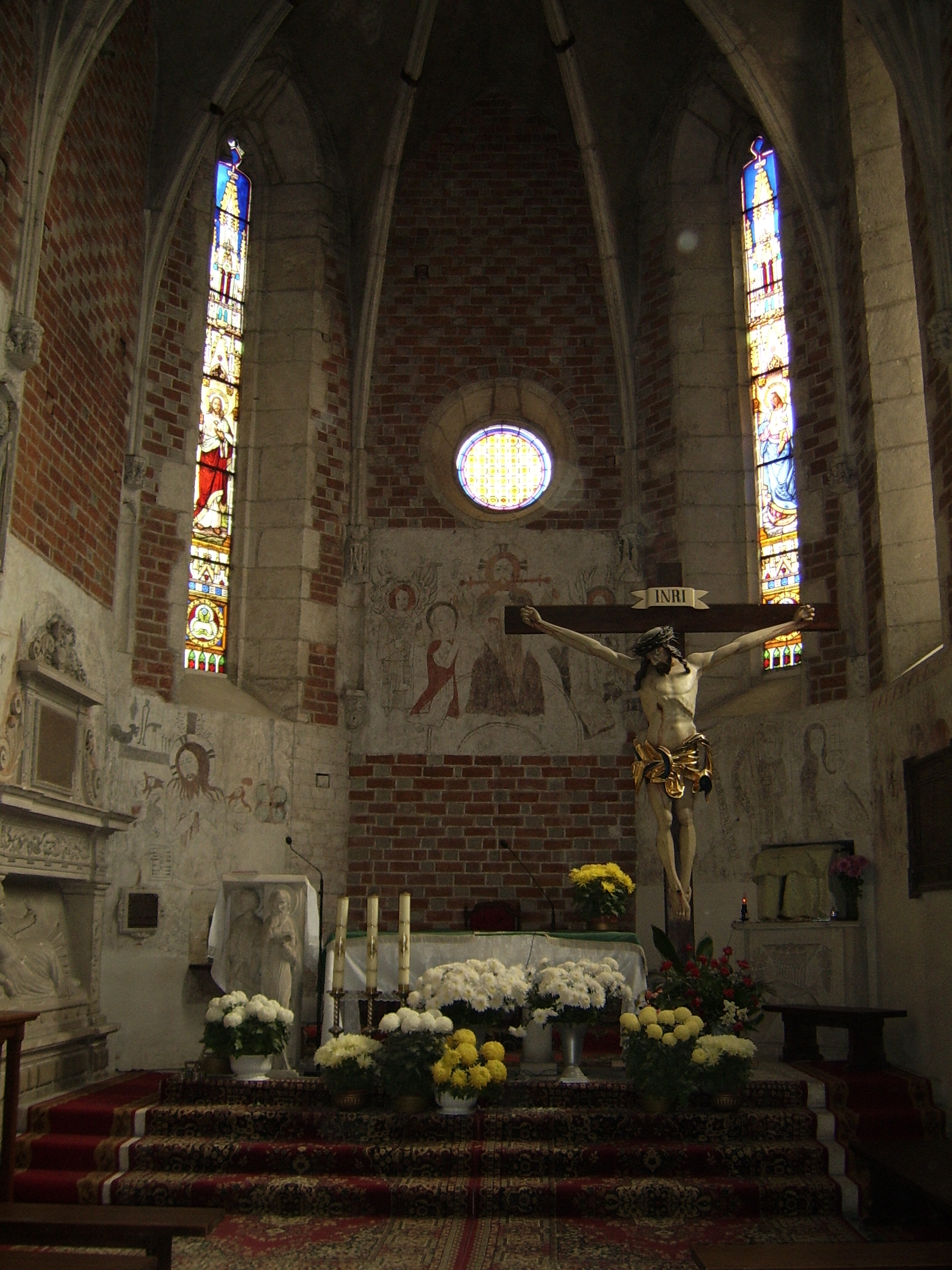
Gotycki fresk z ok. 1380 roku na ścianie prezbiterium z przedstawieniem Chrystusa
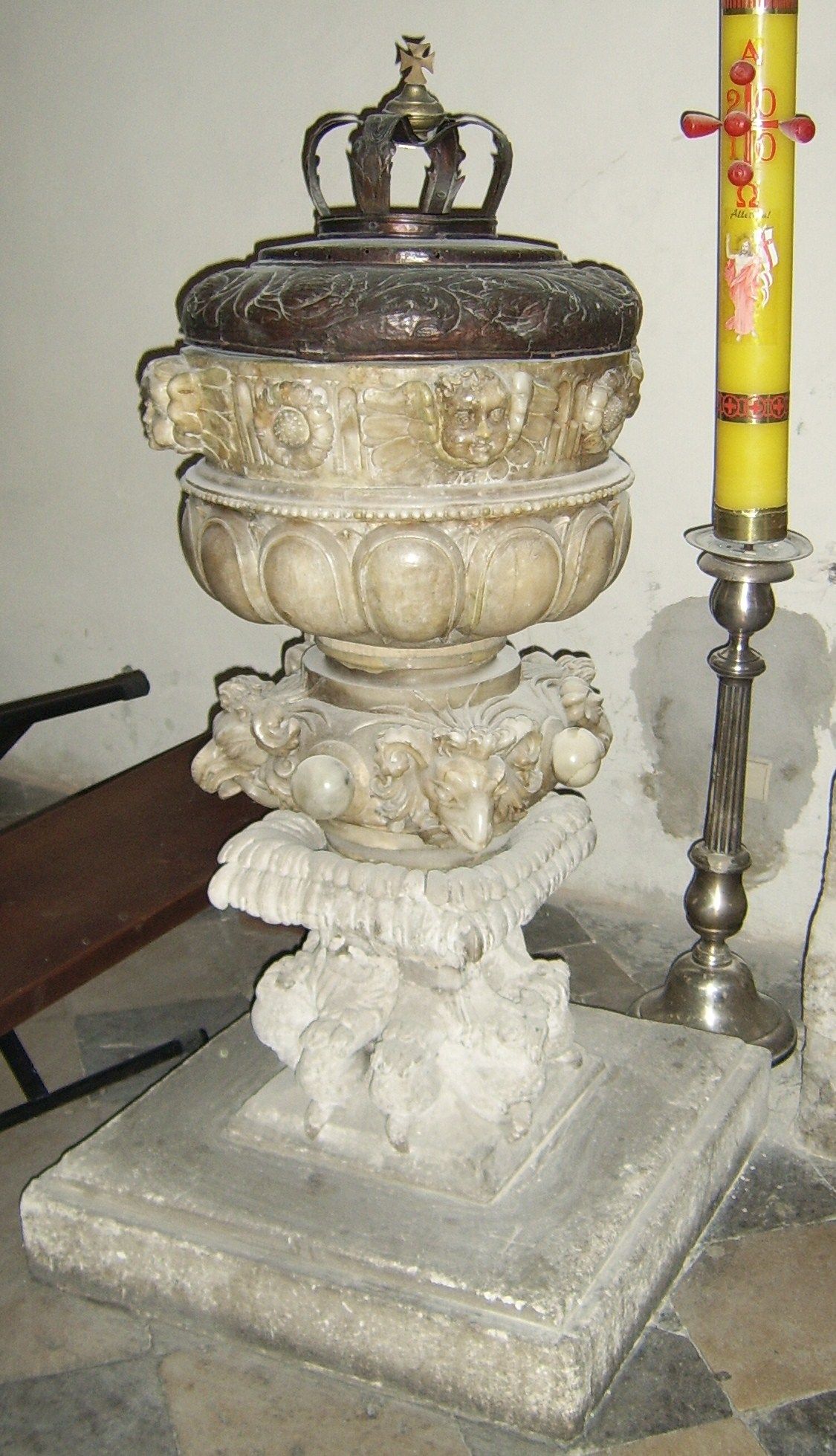
Alabastrowa chrzcielnica z końca XVI w.

## Rejestr zabytków
- Do rejestru zabytków nieruchomych wpisany jest zespół kościoła parafialnego (nr rej.: A.173/1-4 z 28.06.1933, z 31.10.1947 i z 11.02.1967)[1]:
  - kościół pw. św. Mikołaja z kaplicą Firlejów,
  - cmentarz przykościelny,
  - dzwonnica z 1771 r.